# 1904 en journalisme
Cet article présente les faits marquants de l'année 1904 en journalisme.

## Évènements
- 18 avril : création par Jean Jaurès du journal L'Humanité[1].

## Naissances
- 23 février : William L. Shirer, journaliste américain († 28 décembre 1993).
- 11 juin : Emil František Burian, journaliste, compositeur, poète, dramaturge et réalisateur tchécoslovaque († 9 août 1959).
- 26 juin : Fernand Demany, journaliste et homme politique belge († 19 juin 1977).
- 19 octobre : Roger Féral, journaliste, écrivain, scénariste et auteur dramatique français († 5 octobre 1964).

## Décès
- 26 janvier : Aristides Augusto Milton, juriste, journaliste, homme politique et historien brésilien (° 29 mai 1848).